# Leucula sublucidaria
Leucula sublucidaria là một loài bướm đêm trong họ Geometridae.